# 得胜村站
得胜村站是位于内蒙古自治区科尔沁左翼中旗得胜村的一个铁路车站，邮政编码29328。车站建于1966年，有通让铁路经过该站，现仅办理货运，不办理客运业务，车站及其上下行区间均未电气化。车站距离通辽站105公里，隶属沈阳铁路局，是四等站。